# Cunard Building (Liverpool)
Koordinaten: 53° 24′ 18″ N, 2° 59′ 43″ W

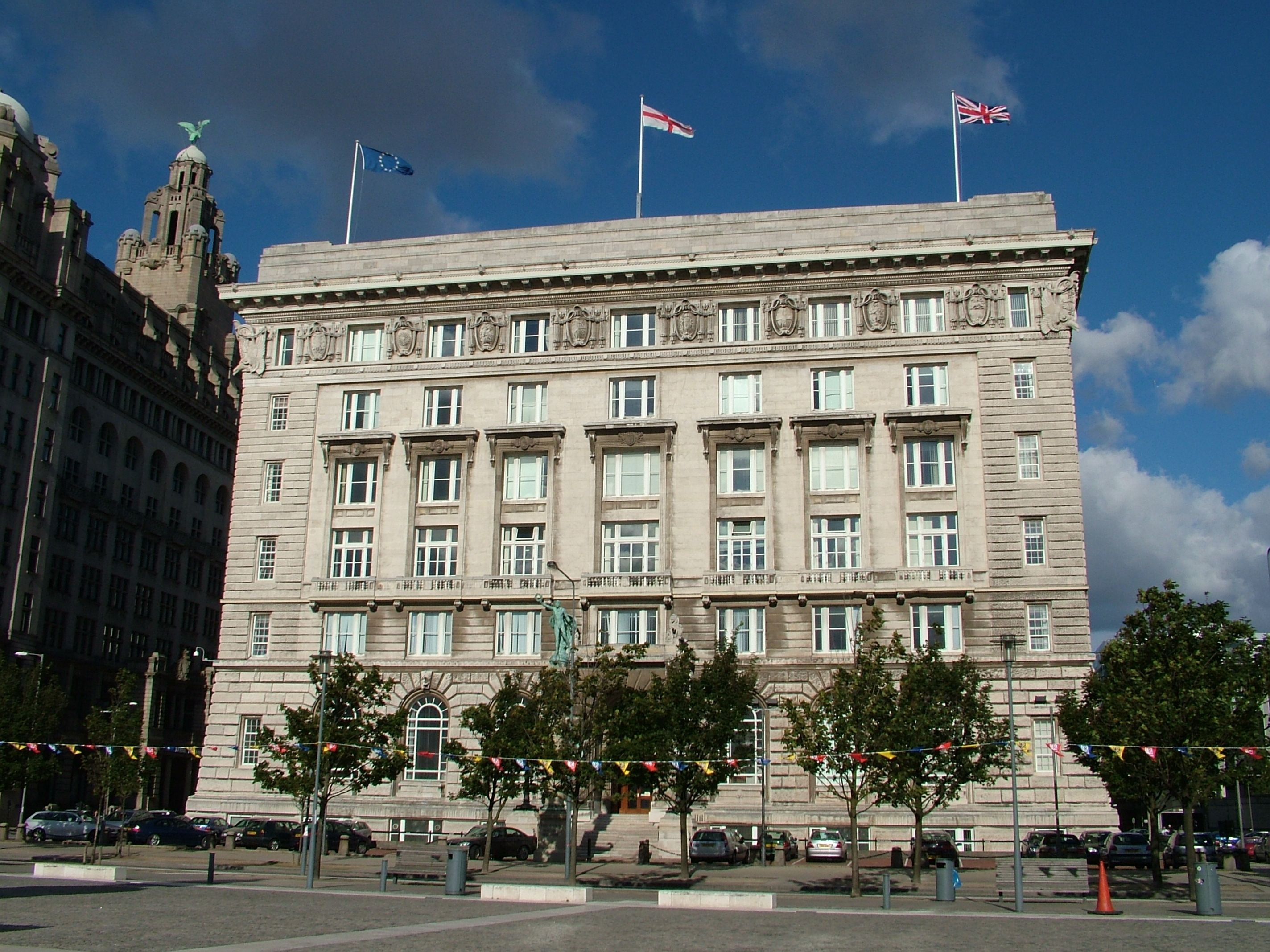
Vorderseite des Cunard Building

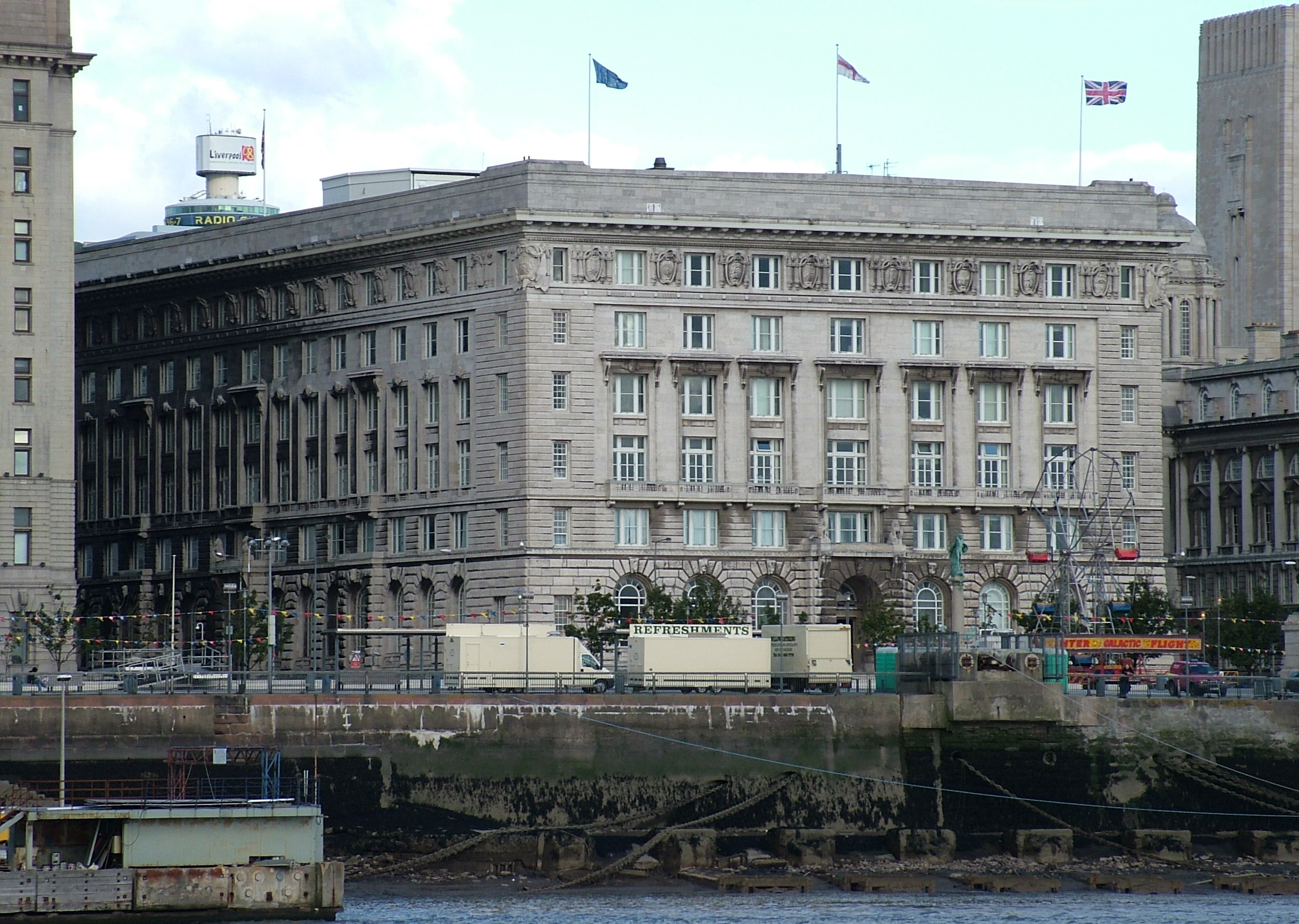
Cunard Building von der Flussseite aus betrachtet

Das Cunard Building ist ein Gebäude am Pier Head in Liverpool. Es liegt im Hafenviertel am River Mersey, das von 2004 bis 2021 den Status eines Weltkulturerbes besaß. Zusammen mit dem Royal Liver Building und Port of Liverpool Building gehört es zu den sogenannten Three Graces („Drei Grazien“), eines der Wahrzeichen der Stadt.  
Es wurde von William Edward Willink und Philip Coldwell Thicknesse entworfen und zwischen 1914 und 1917 erbaut.  Stilistisch ist es von der italienischen Renaissance und dem Greek Revival beeinflusst und orientiert sich an der Architektur italienischer Palazzos. Das Gebäude besteht aus einer Konstruktion aus Stahlbeton und eine Verkleidung aus Portland-Stein. Zahlreiche dekorative Elemente schmücken die Fassade, erwähnenswert sind die Statuen von Weißkopfseeadler, die jeweils an den Gebäudekanten angebracht sind. Im Gegensatz zu den Nachbargebäuden ist es nicht symmetrisch, sondern auf der Rückseite breiter als auf der Vorderseite. 
Bis in die 1960er war im Gebäude die Reederei Cunard Line ansässig. Heute gehört es dem Merseyside Pension Fund und die Räume werden von mehreren privaten und öffentlichen Unternehmen genutzt.

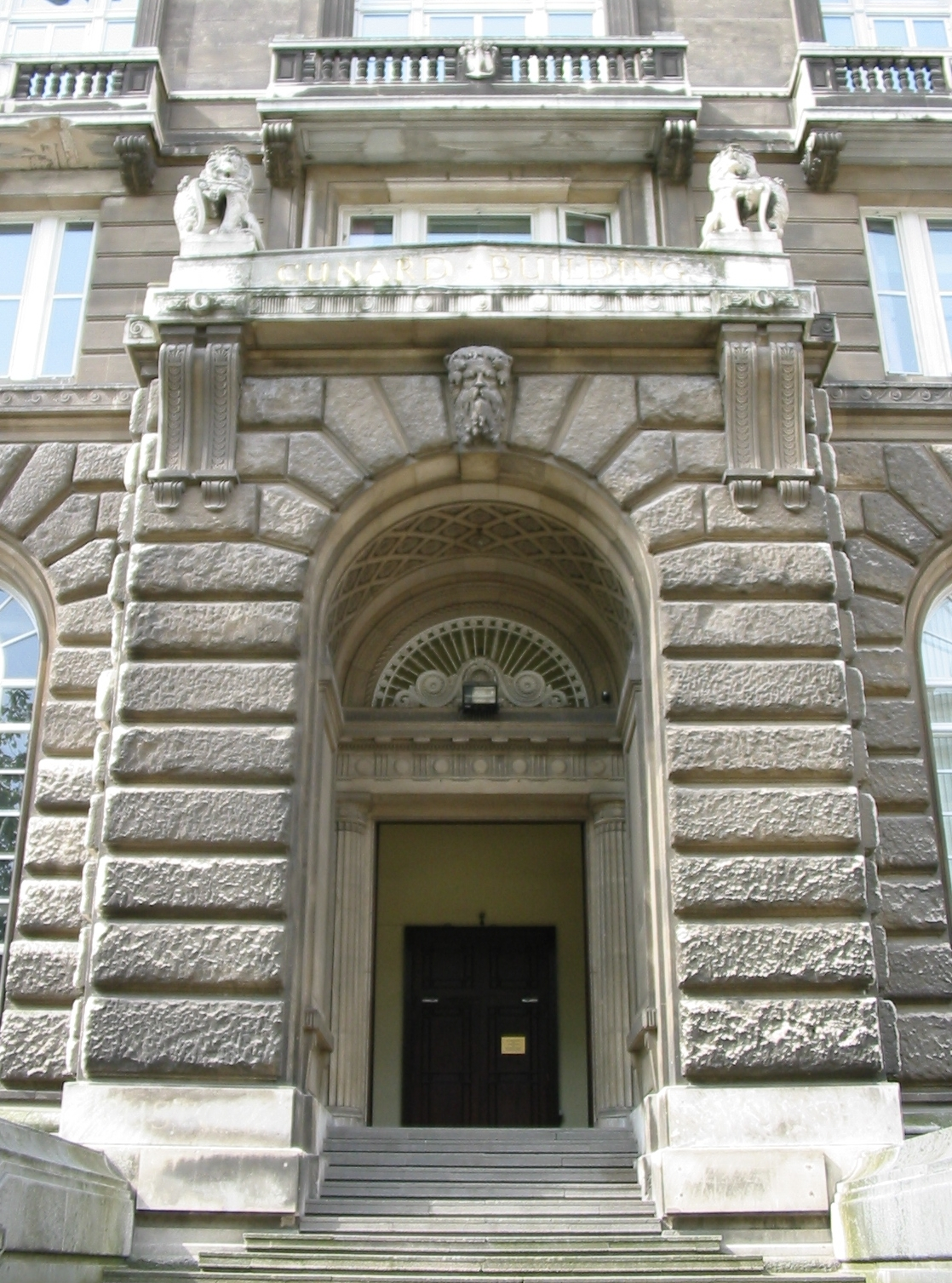
Haupteingang
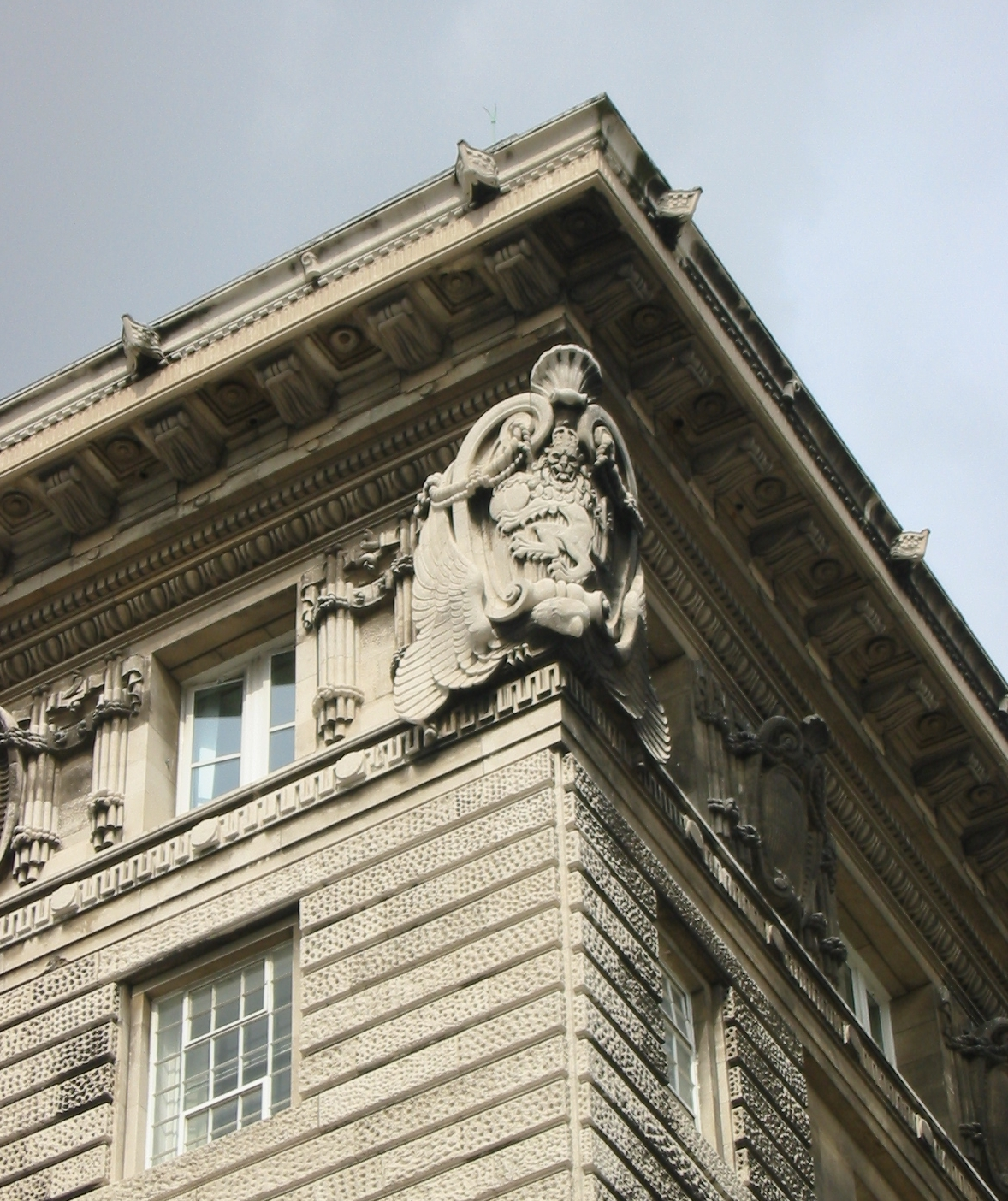
Dachgesims, Dekor